# Courlis cendré
Numenius arquata
Espèce
Statut de conservation UICN

 NT  : Quasi menacé
Le Courlis cendré (Numenius arquata) est une espèce d'oiseaux limicoles de la grande famille des scolopacidés. C'est celui des courlis qui habite l'espace le plus étendu, puisqu'il se reproduit dans toute l'Europe tempérée et l'Asie (jusqu'en Asie du Sud-Est). On en a même aperçu en Nouvelle-Écosse. En Europe, on l’appelle souvent simplement « courlis », parce que c’est l’espèce de courlis la plus commune.
Il peut facilement être confondu avec le courlis corlieu. Celui-ci est plus petit, la courbure de son bec est moins régulière, et sa tête présente un motif de plumage différent ; il migre sur de plus grandes distances.
C'est un oiseau à longue durée de vie, un spécimen ayant atteint 32 ans

## Description
C'est le plus grand limicole de son genre, d'une longueur de 50 à 60 centimètres et d'une envergure d'un maximum d'un mètre. Son manteau est principalement d'un marron grisâtre, avec un arrière-train blanc et un bec très long et courbé d'environ 10 à 15 cm (plus long chez la femelle adulte). Son poids se situe entre 575 et 950 grammes.
Le cri familier dont cet oiseau tire son nom est un courli-i assez long et retentissant.
La seule espèce qui lui ressemble sur la plus grande partie de son habitat est le courlis corlieu. Celui-là est plus petit, avec un bec plus court présentant une sorte de pliure plutôt qu'une courbe régulière.
Le courlis cendré (également dénommé « courlis eurasien » ou « courlis européen ») est une des espèces auxquelles s'applique l'Accord sur la conservation des oiseaux d'eau migrateurs d'Afrique-Eurasie. Sa chasse était autorisée en France depuis 2012.
Un arrêté ministériel du 31 juillet 2019 autorisait la chasse de 6 000 courlis cendrés, or le Conseil d'État a été saisi en référé par la LPO. Cet arrêté a été annulé par une décision du 17 décembre 2020, face à la menace d'extinction qui pèse sur cet oiseau inscrit sur la liste rouge de l'UICN. Par arrêté du ministre de la transition écologique du 30 juillet 2024, la chasse au courlis cendré est suspendue jusqu'au 30 juillet 2025.

Quelques photos de courlis cendré dans divers pays d'Europe
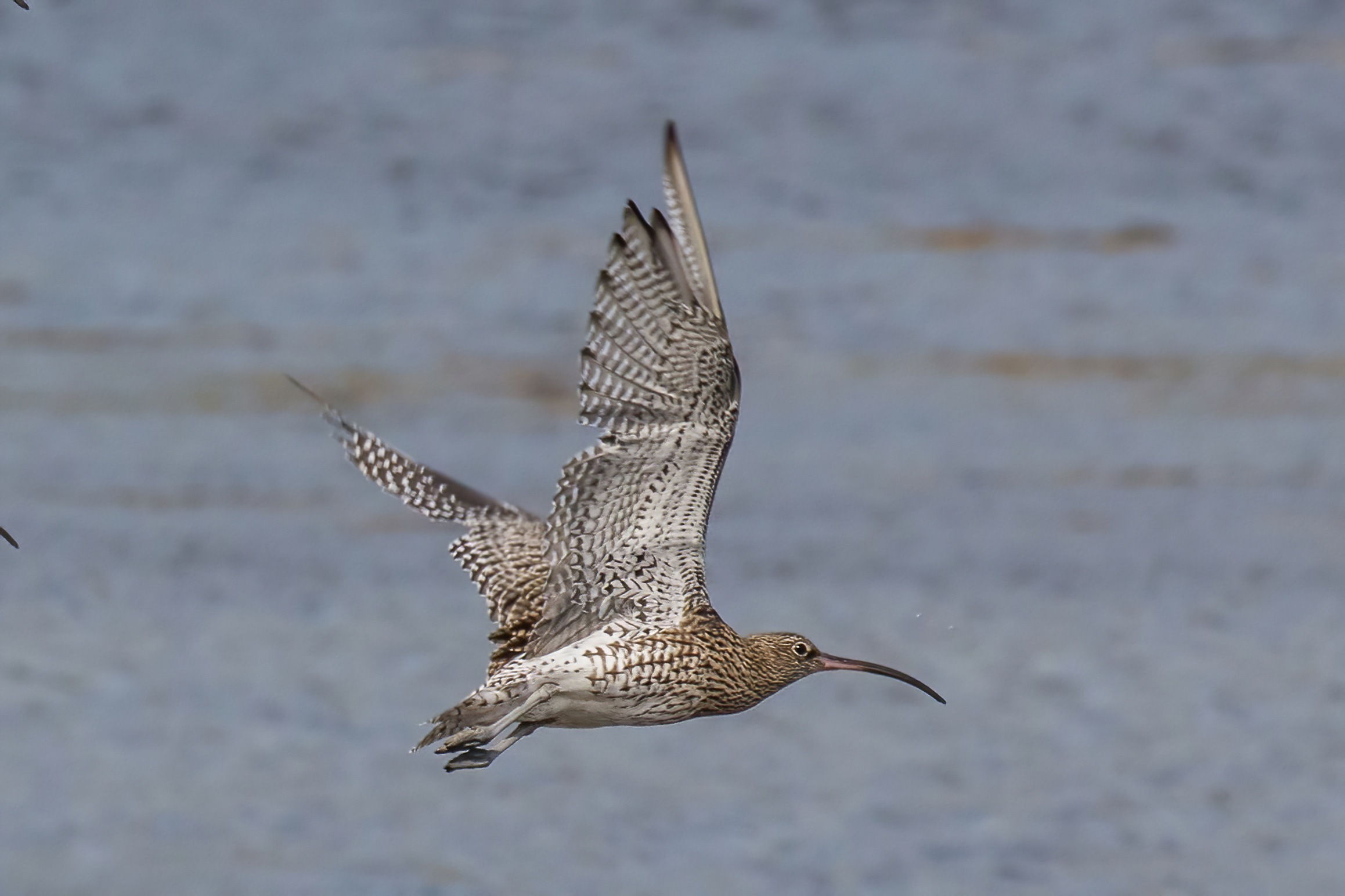
Courlis cendré en vol (Écosse).
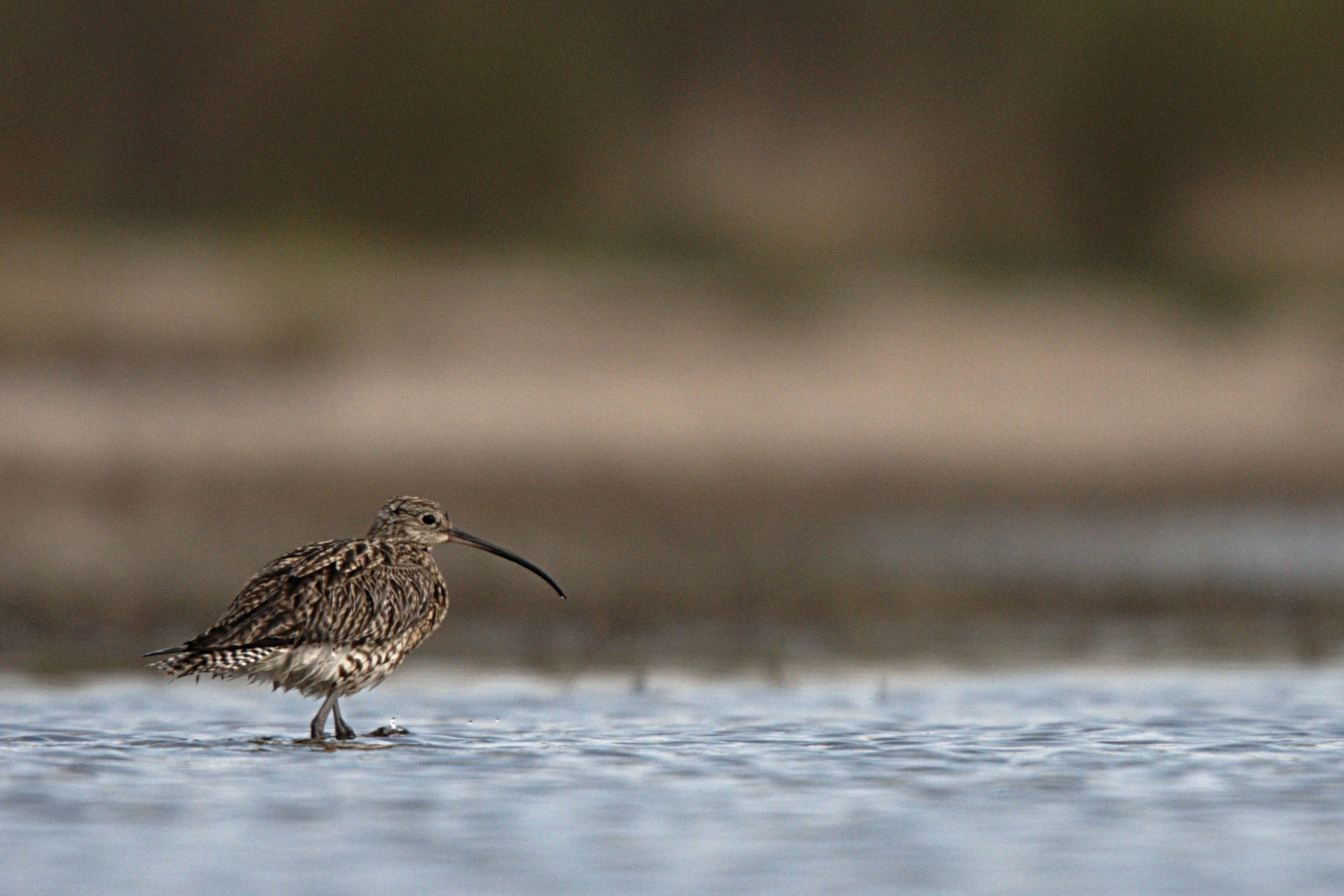
Courlis cendré sur un étang.
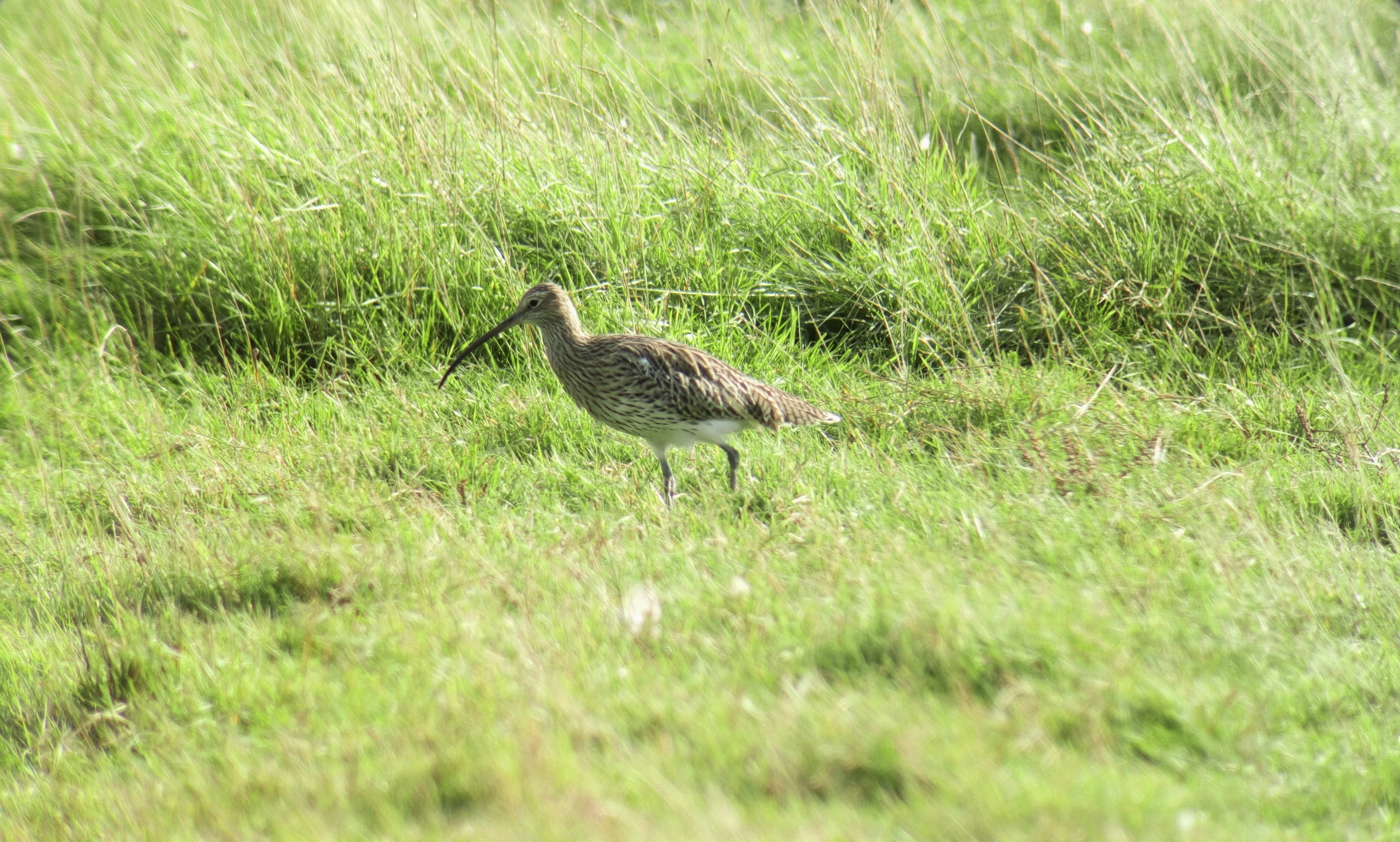
Courlis cendré au Parc naturel du Zwin (Belgique).
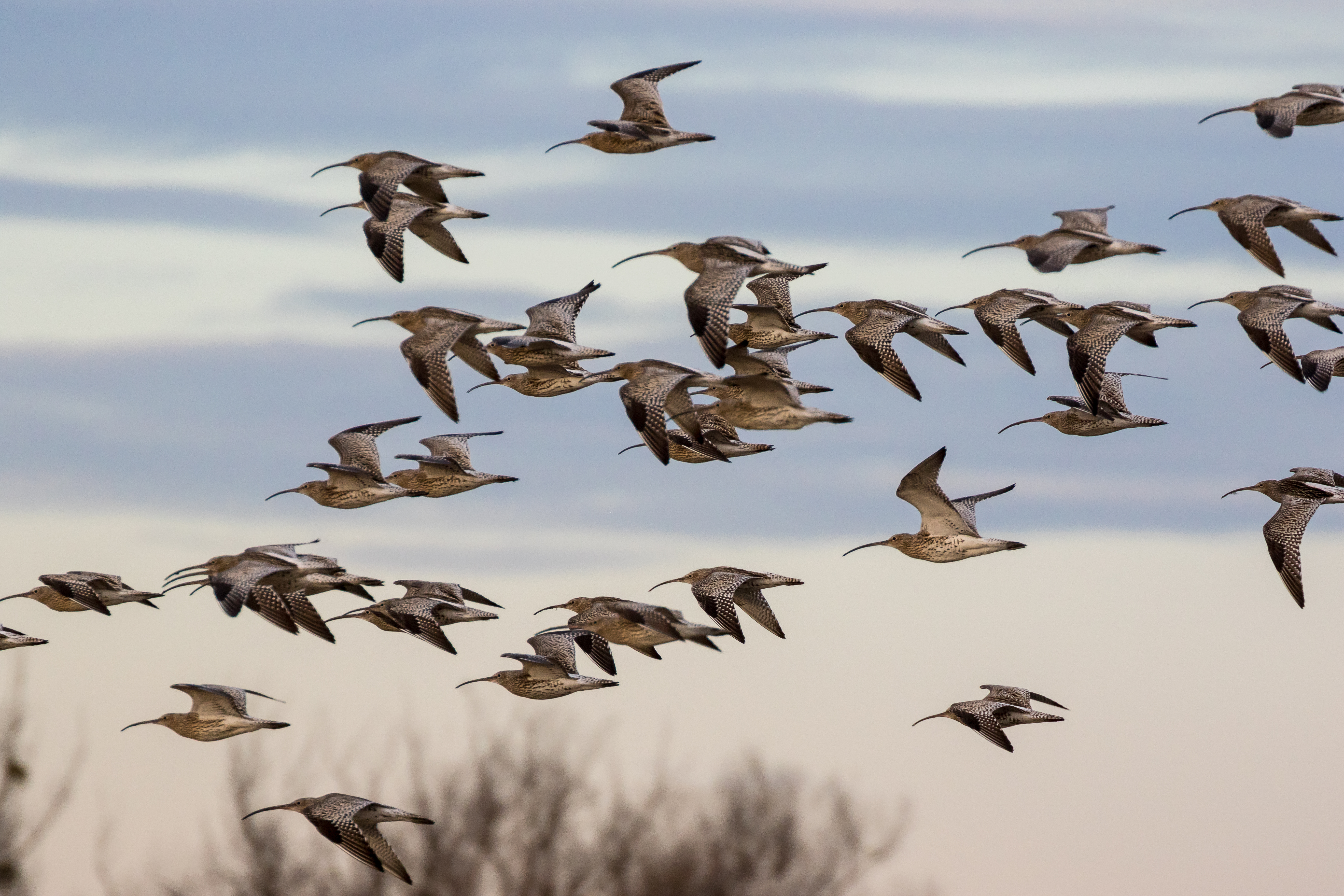
Une volée de Courlis cendré au-dessus du lac de Constance.
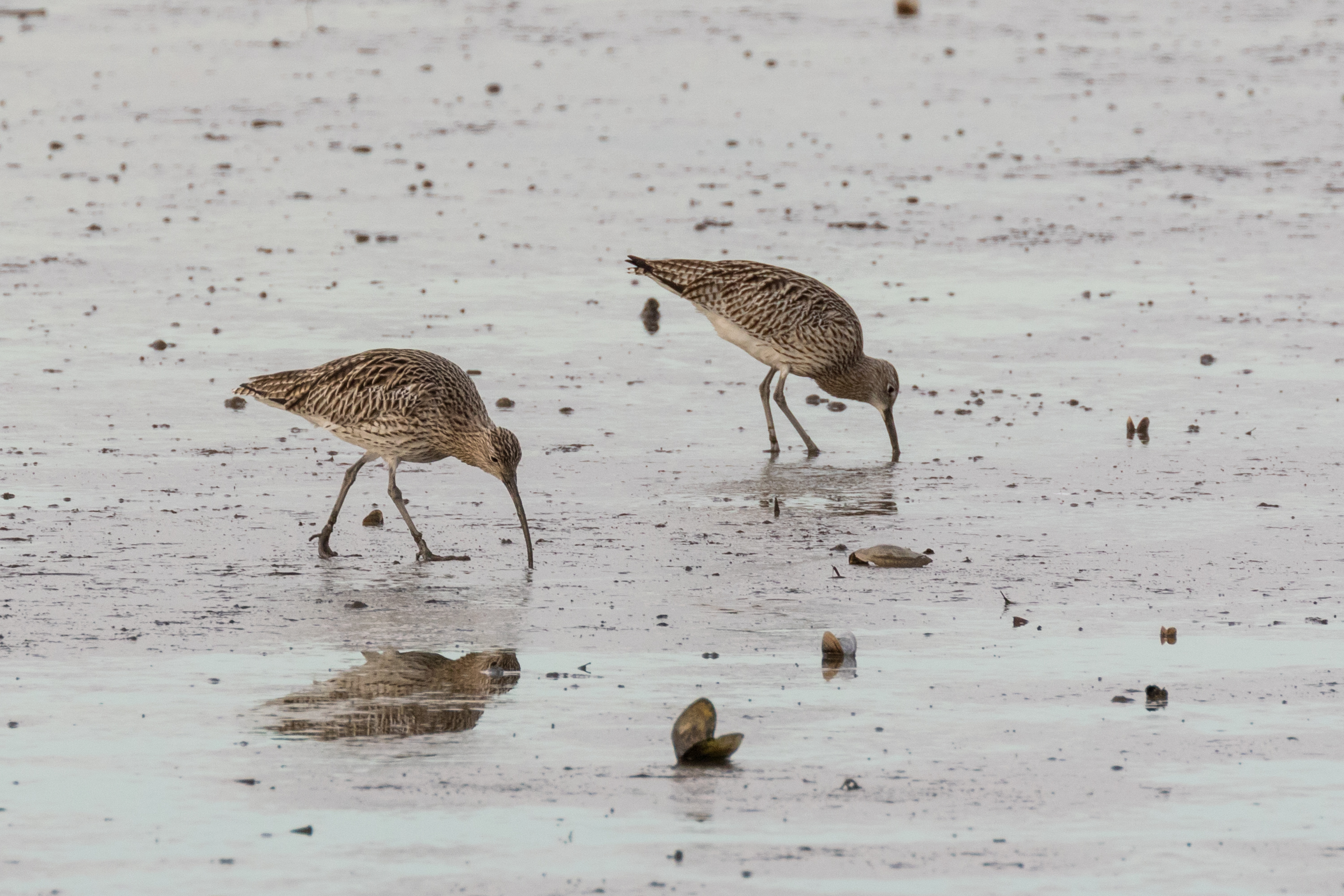
Couple de courlis cendré en Autriche.
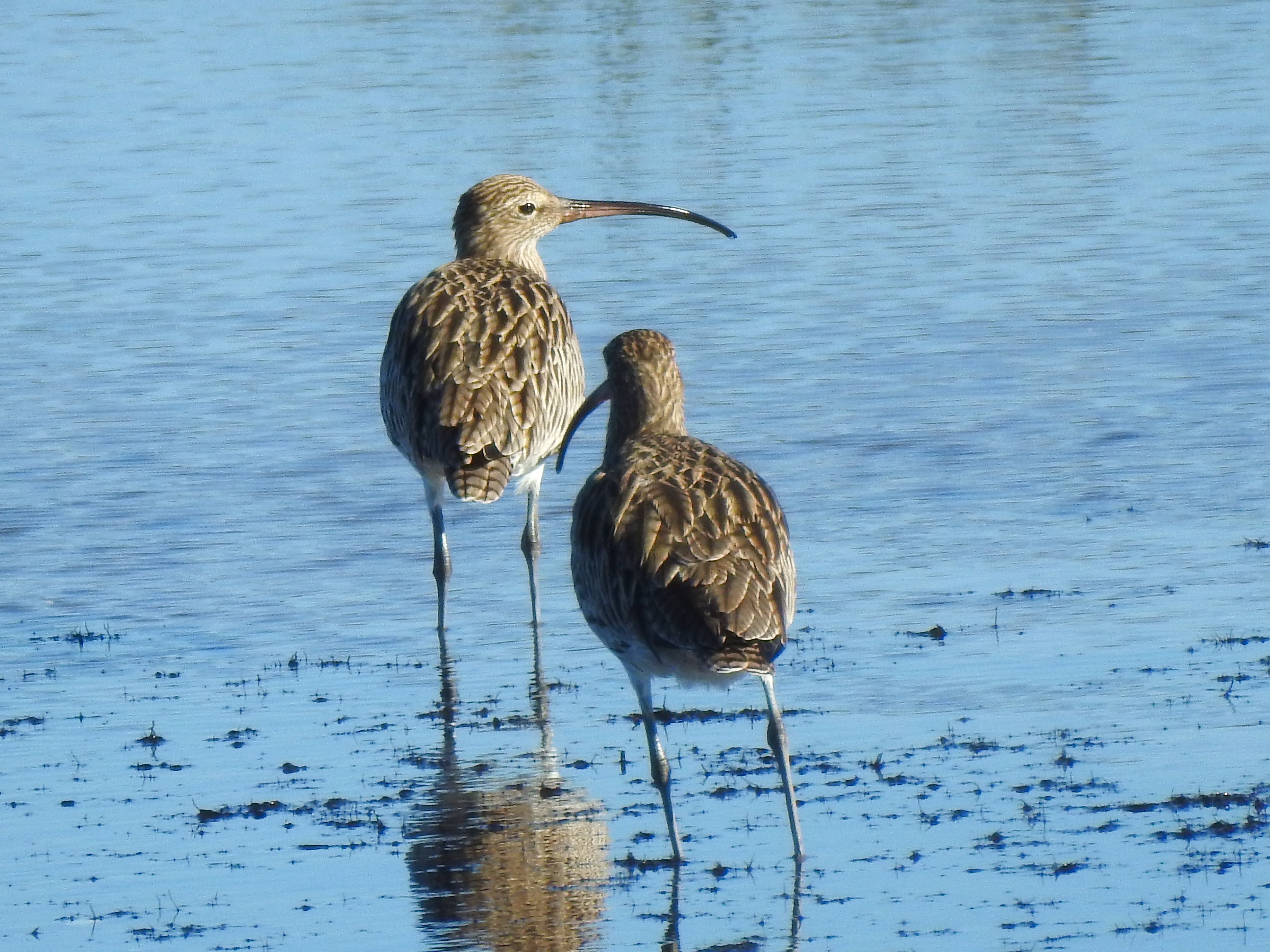
Couple de courlis cendré en Espagne.

## Comportement

### Alimentation
Tout le long de l’année, le régime alimentaire comporte des annélides, des insectes, des crustacés, des mollusques, des baies et des graines, occasionnellement des vertébrés comme des petits poissons, des amphibiens, des lézards, des jeunes oiseaux (et probablement des œufs) et de petits rongeurs.
La plupart du temps, cet oiseau recherche ses aliments dans le sédiment, en s'adaptant aux horaires des marées, sur des zones humides souvent chassées, ce qui l'expose à ingérer des billes de plomb de chasse toxiques, qu'il confond avec du grit ; en hivernage sur le littoral, au cours de la journée, les rythmes d'alimentation des oiseaux varient d'un site à l'autre. Des différences importantes furent mises en évidence dans le rythme d’activité des oiseaux : alors que dans l’estuaire de la Somme les courlis consacrent une faible part de la période diurne à l’alimentation, tel n’est pas le cas dans l’estuaire de la Seine où cette activité est très régulière durant la journée et suit le rythme des marées.

### Comportement social
À l'exception de la période de reproduction, le courlis cendré est généralement très grégaire.

### Chant
Les cris habituels se présentent sous la  forme de « tlu-ih » ou « cour-li » sonores, pleins, voire de « cou-cou-kiou » enroués et de « cou-cour-li » lents, prolongés, répétés. Ce chant débute généralement lentement puis il s'accélére en long trille.

### Reproduction
Le Courlis cendré est sexuellement mature à deux ans, cette espèce est monogame, les deux parents partagent les tâches liées à prise en charge des petits.
En saison de reproduction, le couple quitte le milieu marin pour trouver des sites de reproduction. Le mâle effectue des parades aériennes en glissant avec les ailes ouvertes lui donnant une allure d’un rapace qui plane, surtout lorsque le bec est invisible.

#### Nidification

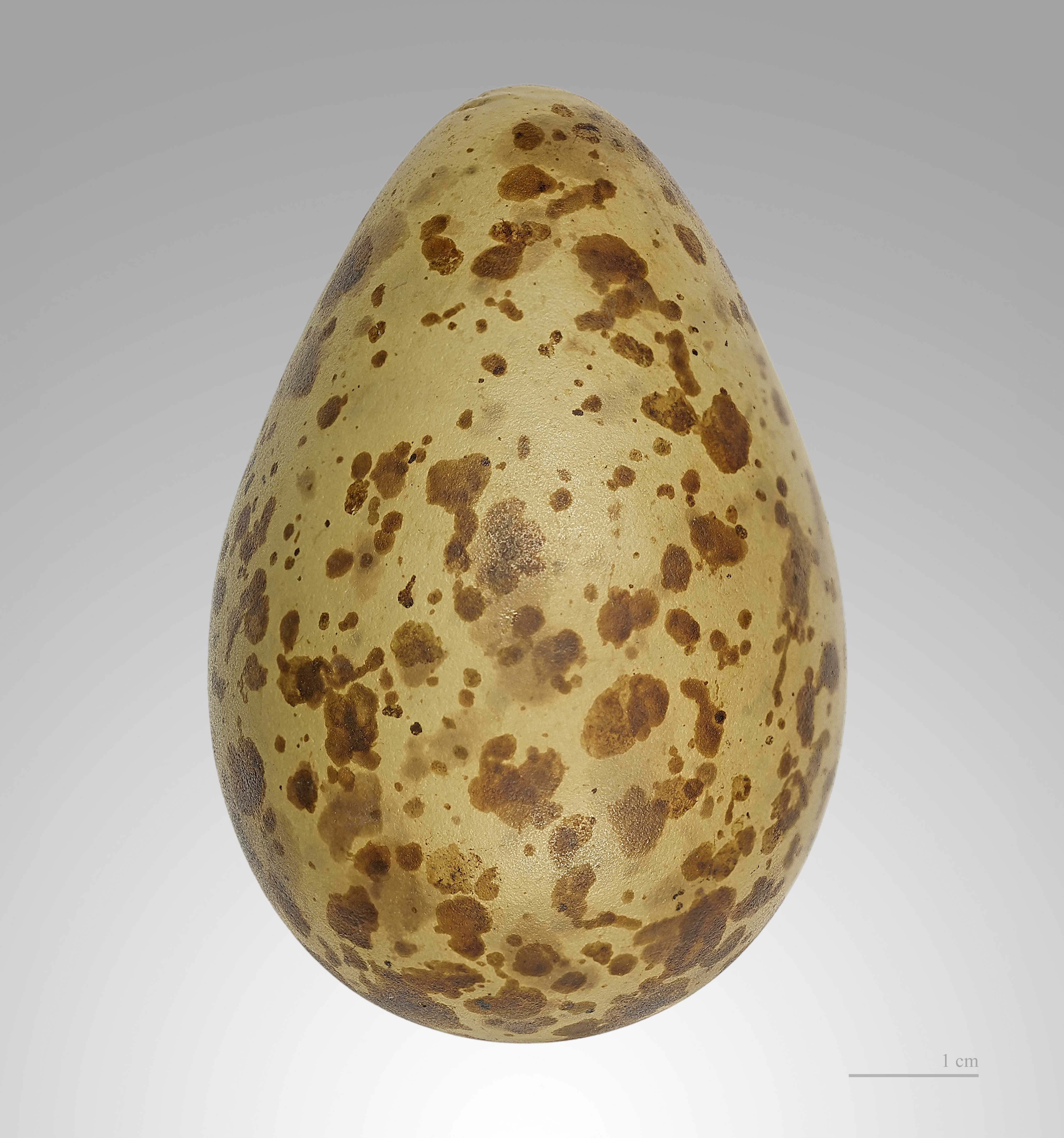
Œuf de Numenius arquata - Muséum de Toulouse.

C'est le mâle seul qui construit le nid, dans une dépression peu profonde à même le sol, dans l'herbe (ce qui l'expose à un risque élevé de destruction dans les prairies retournées ou fauchées au moment de la reproduction).
La femelle fait 1 ponte annuel entre avril et juillet, elle pond 4 œufs brun verdâtre incubés durant 27 à 29 jours.
Seuls 46 % des œufs éclosent et parmi eux, 28 % donneront un jeune viable.
C'est une espèce en déclin depuis plusieurs décennies. La pollution des vasières, les marées noires peuvent affecter ses populations, ainsi que la chasse.

#### Reproduction en France
Il se reproduit de mars à mai, dans des prairies à végétation assez basse, tourbières. La femelle pond dans un nid rudimentaire à même le sol, 3 à 5 œufs de couleur brun olive tachetés. L’incubation dure environ 28 jours. Les jeunes sont nidifuges et très souvent élevés par le mâle. Ils volent et sont indépendants au bout de 32 à 38 jours. Il niche en faibles effectifs en France, principalement dans l’Ouest, le Centre Ouest, du Rhône à l’Alsace en passant par la Champagne.

## Répartition et habitat

### Habitat
La plupart du temps on l'observe sur des zones humides littorales à vasières (slikkes) et bancs de sable découvrant à marée basse, dans les grands estuaires, et dans les mangroves en zone tropicale. 

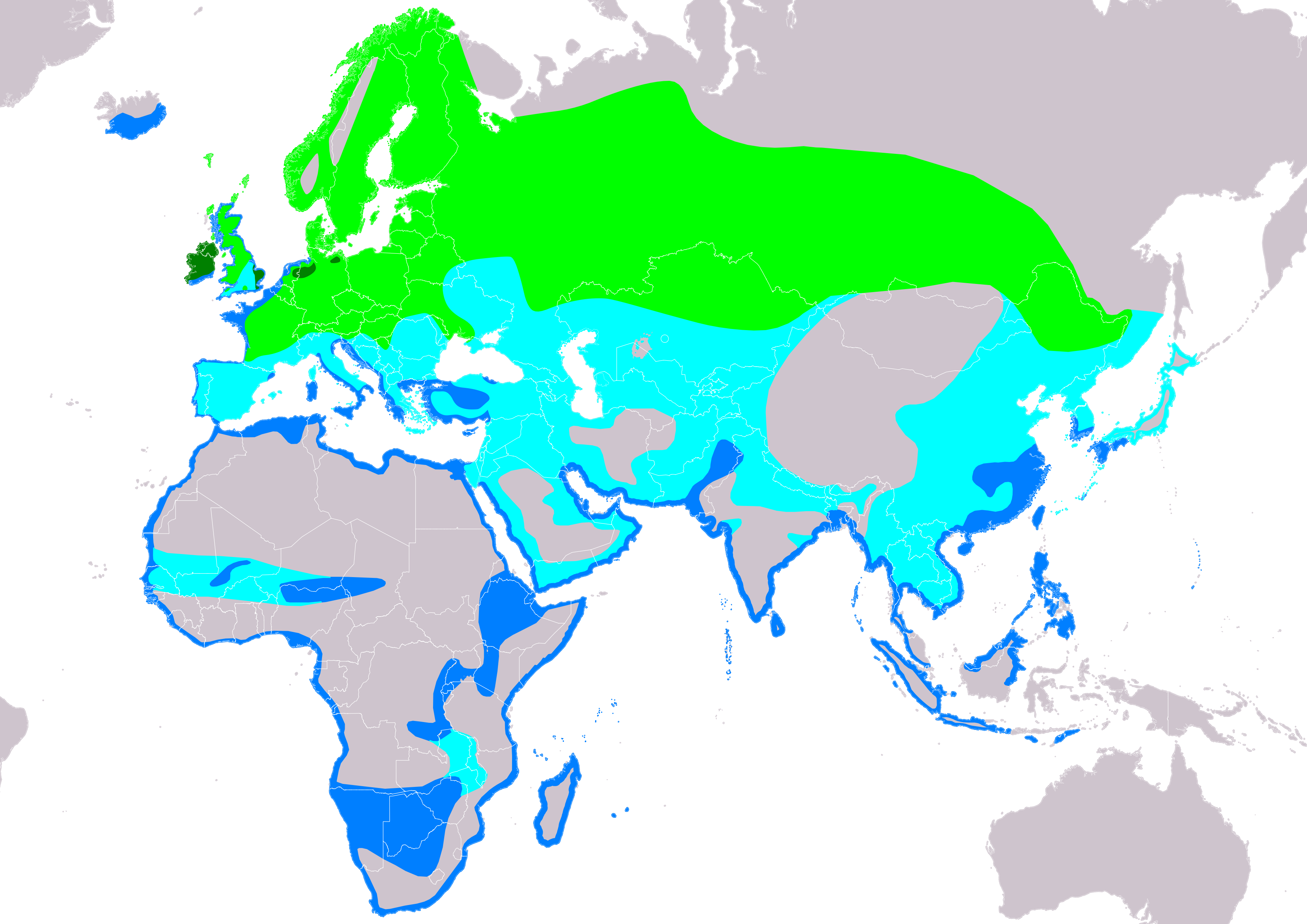
Vert foncé : Résident / Vert clair : Nidification / Bleu foncé : Hivernage / Bleu clair : Migration.

### Aire de répartition
Le Courlis cendré est sédentaire dans le climat plus doux de l'Irlande, du Royaume-Uni et des côtes européennes voisines en France et Belgique.
Il est nicheur de l'Europe occidentale au Cercle arctique, mais aussi en Scandinavie, Europe centrale, dans les pays baltes et dans l'ouest et centre de la Russie.

### Migration
C'est une espèce migratrice dans la plus grande partie de son habitat, il hiverne sur les littoraux de l’Islande, de toute l'Europe du Sud, de l'Afrique et de la péninsule arabique et du Moyen-Orient, jusqu'en Inde et sur les îles du nord de l'Océanie et de l'Asie du sud-est. Il est extrêmement grégaire en dehors de la période de reproduction.

#### Hivernage en France
Le Courlis cendré présente en France une distribution hivernale essentiellement littorale avec des effectifs tendant à la stabilité au cours de la période 1975-2000.

## Sous-espèces
D'après la classification de référence (version 14.1, 2024) de l'Union internationale des ornithologues, le Courlis cendré possède 3 sous-espèces (ordre philogénique) :
- Numenius arquata arquata (Linnaeus, 1758) ;
- Numenius arquata suschkini Neumann, 1929 ;
- Numenius arquata orientalis Brehm, CL, 1831.

## Le Courlis cendré et l'Homme

### État des populations, pressions, menaces, causes de régression
L'Union internationale pour la conservation de la nature classe le courlis cendré comme quasi menacé.
Cette espèce est chassée depuis l'antiquité, et ses œufs, mal protégés, ont probablement également été exploités par l'homme depuis la préhistoire.
L'espèce est en régression dans le monde, pour des raisons qui semblent encore incomplètement cernées. Mais outre la fragmentation et régression ou dégradation de ses habitats (recul des prairies et dégradation des zones humides), des études ont montré qu'il pouvait être victime de saturnisme aviaire à la suite de l'ingestion de grenaille de plomb (grenaille qui contient aussi de l'arsenic). Dans certains de ses habitats, le dérangement pourrait aussi être en cause.
Bien que l'espèce soit classée « quasi-menacée » en France, le gouvernement décide par un arrêté du 31 juillet 2019 d'en autoriser la chasse (qui faisait l'objet d'un moratoire depuis 2008).
L'arrêté autorisant la reprise de cette chasse est cependant suspendu en référé par le Conseil d'Etat le 26 août 2019,,.
En Wallonie, l’espèce est classée en catégorie EX (éteinte) depuis 1951 dans la liste rouge des espèces menacées.
En Irlande, la population de Courlis cendré a chuté de 96 % en 30 ans : le nombre de couples d'oiseaux est passé de 12 000 dans les années 1980 à 138 en 2017. La population de Courlis cendré décline également en France et au Royaume-Uni.

### Le courlis cendré dans la culture populaire

#### Odonymie
Il existe une rue des Courlis sur le territoire de la commune d'Étaples.
L'école maternelle située dans la commune de Stenay (département de la Meuse) porte le nom de Ecole maternelle publique Les Courlis, en référence à l'animal.

#### Dans l'aéronautique
Les SUC-10 Courlis et SUC-11G Super Courlis sont des avions de tourisme qui présentent la particularité d'avoir une hélice propulsive.

#### Dans la musique
Olivier Messiaen a consacré à cet oiseau une pièce, qui en porte le nom, de son Catalogue d'oiseaux.
The Curlew est une composition de l'artiste britannique Peter Warlock.